# Clark Gillies
Pour les articles homonymes, voir Gillies.
Temple de la renommée : 2002
Clark Gillies (né le 7 avril 1954 à Moose Jaw dans la province de la Saskatchewan au Canada, et mort le 21 janvier 2022 à Long Island aux États-Unis) est un joueur professionnel canadien de hockey sur glace ayant évolué dans la Ligue nationale de hockey.

## Carrière en club
Gillies commence à faire parler de lui dans la ligue junior de la Ligue de hockey de l'Ouest canadien dès 1971 avec les Pats de Regina. En effet, en un peu plus de 200 matchs dans la LHOuC, il cumule un total de 570 minutes de pénalités. En 1974, il gagne avec les Pats la Coupe Memorial, récompense suprême de la Ligue canadienne de hockey.
Au cours de l'entre-saison qui va suivre, il se présente au repêchage amateur de la Ligue nationale de hockey ainsi qu'à celui de l'Association mondiale de hockey. Il est alors respectivement choisi par les Islanders de New York (premier tour et quatrième choix) et par les Oilers d'Edmonton (troisième tour et trente-septième choix au total) et décide, comme grand nombre des joueurs de l'époque de signer avec la franchise de la LNH.
Dès sa première saison dans la LNH, il se fait connaître comme un attaquant avec un physique imposant, on parle alors de power-forward. Dès sa seconde saison, il inscrit plus de trente buts, performance qu'il va réaliser quatre saisons de suite. Il joue alors sur la même ligne que Bryan Trottier et Mike Bossy.
En 1977, il est nommé capitaine de l'équipe mais le poste ne lui réussit pas et il ne parvient à apporter le petit plus qui ferait du bien à son équipe lors des grands rendez-vous. Ainsi, il cède le C à Denis Potvin avant le début de la saison 1979-1980 de la LNH. L'équipe finissant à la seconde place de la division, elle se qualifie pour les séries éliminatoires et l'impact de Gillies permet aux Islanders de passer un second tour engagé physiquement contre les Bruins de Boston et Terry O'Reilly. Gillies joue alors le rôle de l'ange gardien de l'équipe et s'empare pour la première fois de la Coupe Stanley. Lors des trois saisons qui vont suivre, les Islanders et Gillies vont dominer la Ligue nationale de hockey et remporter systématiquement la Coupe Stanley.
Même si Gillies joue un jeu physique, son total de minutes de pénalités ne dépassera jamais la centaine par saison. En 1985-1986, Gillies ne parvient à marquer que quatre buts dans la saison et à la fin de la saison, les Islanders décident de ne pas renouveler son contrat. Il prend alors le chemin des Sabres de Buffalo abandonnant son numéro 9 pour le numéro 90 qu'il portera une saison et demie avant de prendre sa retraite en 1987-1988.
Il meurt le 21 janvier 2022 dans sa résidence de Greenlawn à Long Island.

## Trophées et honneurs personnels
- Ligue nationale de hockey
  - Vainqueur de la Coupe Stanley :  1980, 1981, 1982 et 1983
  - Sélectionné dans la première équipe d'étoiles de la LNH en 1978 et 1979[3]
  - Sélectionné pour jouer le 31e Match des étoiles
  - Sélectionné pour jouer en 1979 contre l'Union soviétique la compétition 1979 Challenge Cup
- Islanders de New York
  - Capitaine de l'équipe de 1977 à 1979
  - Son numéro 9 a été retiré le 7 décembre 1996[4]

De plus, il est admis au Temple de la renommée du hockey en 2002.

## Statistiques
Pour les significations des abréviations, voir Statistiques du hockey sur glace.
| Saison     | Équipe                | Ligue      |     | Saison régulière | Saison régulière | Saison régulière | Saison régulière | Saison régulière |    | Séries éliminatoires | Séries éliminatoires | Séries éliminatoires | Séries éliminatoires | Séries éliminatoires |
| Saison     | Équipe                | Ligue      | PJ  | B                | A                | Pts              | Pun              | PJ               | B  | A                    | Pts                  | Pun                  |                      |                      |
| 1971-1972  | Pats de Regina        | LHOC       | 68  | 31               | 48               | 79               | 199              | 15               | 5  | 10                   | 15                   | 49                   |                      |                      |
| 1972-1973  | Pats de Regina        | LHOC       | 68  | 40               | 52               | 92               | 192              | 4                | 0  | 3                    | 3                    | 34                   |                      |                      |
| 1973-1974  | Pats de Regina        | LHOC       | 65  | 46               | 66               | 112              | 179              | 16               | 9  | 8                    | 17                   | 32                   |                      |                      |
| 1974-1975  | Islanders de New York | LNH        | 80  | 25               | 22               | 47               | 66               | 17               | 4  | 2                    | 6                    | 36                   |                      |                      |
| 1975-1976  | Islanders de New York | LNH        | 80  | 34               | 27               | 61               | 96               | 13               | 2  | 4                    | 6                    | 16                   |                      |                      |
| 1976-1977  | Islanders de New York | LNH        | 70  | 33               | 22               | 55               | 93               | 12               | 4  | 4                    | 8                    | 15                   |                      |                      |
| 1977-1978  | Islanders de New York | LNH        | 80  | 35               | 50               | 85               | 76               | 7                | 2  | 0                    | 2                    | 15                   |                      |                      |
| 1978-1979  | Islanders de New York | LNH        | 75  | 35               | 56               | 91               | 68               | 10               | 1  | 2                    | 3                    | 11                   |                      |                      |
| 1979-1980  | Islanders de New York | LNH        | 73  | 19               | 35               | 54               | 49               | 21               | 6  | 10                   | 16                   | 63                   |                      |                      |
| 1980-1981  | Islanders de New York | LNH        | 80  | 33               | 45               | 78               | 99               | 18               | 6  | 9                    | 15                   | 28                   |                      |                      |
| 1981-1982  | Islanders de New York | LNH        | 79  | 38               | 39               | 77               | 75               | 19               | 8  | 6                    | 14                   | 34                   |                      |                      |
| 1982-1983  | Islanders de New York | LNH        | 70  | 21               | 20               | 41               | 76               | 8                | 0  | 2                    | 2                    | 10                   |                      |                      |
| 1983-1984  | Islanders de New York | LNH        | 76  | 12               | 16               | 28               | 65               | 21               | 12 | 7                    | 19                   | 19                   |                      |                      |
| 1984-1985  | Islanders de New York | LNH        | 54  | 15               | 17               | 32               | 73               | 10               | 1  | 0                    | 1                    | 9                    |                      |                      |
| 1985-1986  | Islanders de New York | LNH        | 55  | 4                | 10               | 14               | 55               | 3                | 1  | 0                    | 1                    | 6                    |                      |                      |
| 1986-1987  | Sabres de Buffalo     | LNH        | 61  | 10               | 17               | 27               | 81               | -                | -  | -                    | -                    | -                    |                      |                      |
| 1987-1988  | Sabres de Buffalo     | LNH        | 25  | 5                | 2                | 7                | 51               | 5                | 0  | 1                    | 1                    | 25                   |                      |                      |
| Totaux LNH | Totaux LNH            | Totaux LNH | 958 | 319              | 378              | 697              | 1 023            | 164              | 47 | 47                   | 94                   | 287                  |                      |                      |

## Carrière internationale
Il représente l'équipe du Canada lors de la Coupe Canada 1981. Les Canadiens perdent en finale contre l'équipe d'Union soviétique sur le score de 8 buts à 1.

## Parenté dans le sport
Son neveu Colton Gillies fut réclamé par le Wild du Minnesota lors du repêchage de 2007.